# هوماپولا
هوماپولا (به لاتین: Homapola) یک منطقهٔ مسکونی در سری‌لانکا است که در استان مرکزی (سری‌لانکا) واقع شده‌است.